# تيرين هومفري
تيرين ماري هومفري (بالإنجليزية: Terin Marie Humphrey)‏ هي لاعبة جمباز فني أمريكية ولدت في يوم 14 أغسطس 1986 في مدينة سانت جوزيف في ميسوري. أبرز إنجازاتها هو فوزها بميداليتين فضيتين في دورة الألعاب الأولمبية الصيفية 2004 في أثينا بمسابقة الفرق والعمود الغير المتساوي. كما فازت بالميدالية الذهبية بمسابقة الفرق في بطولة العالم 2003 في أناهايم.